# 마누엘라 다빌라

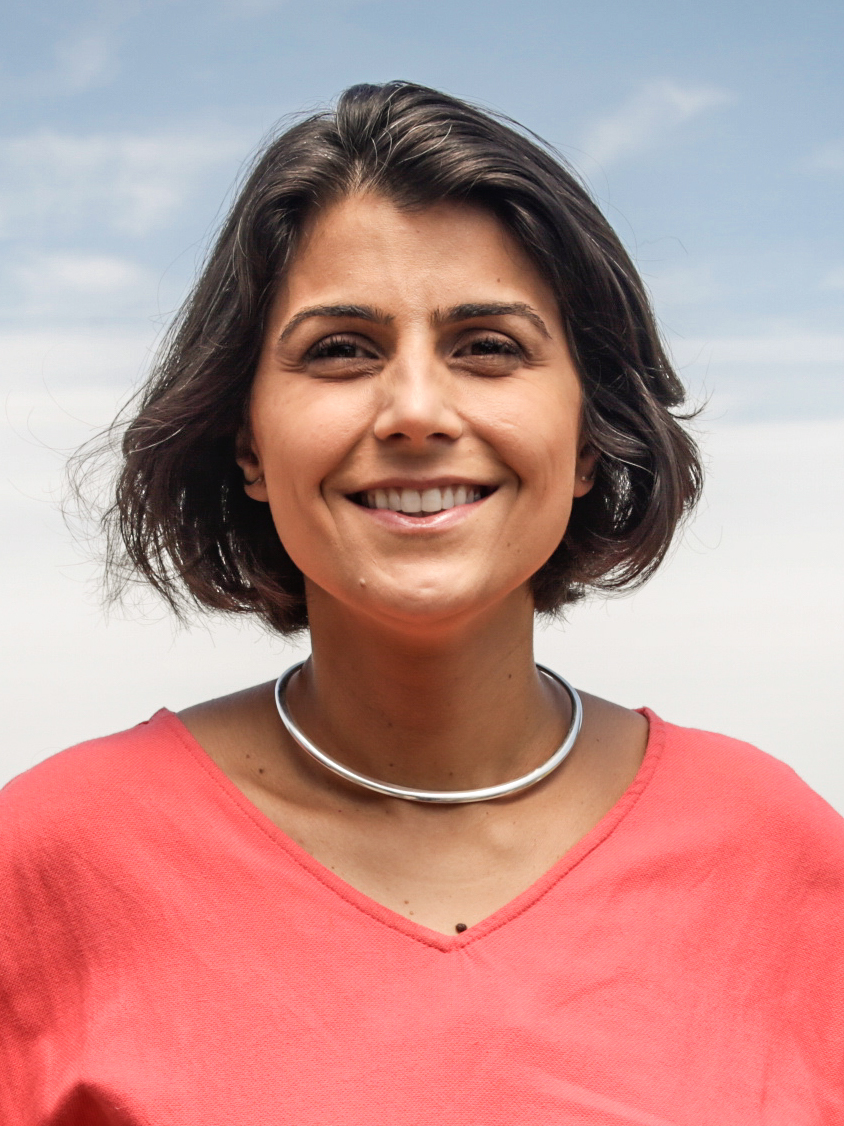
마누엘라 다빌라

마누엘라 핀투 비에이라 다빌라(포르투갈어: Manuela Pinto Vieira d'Ávila, 1981년 8월 18일 ~ )는 브라질의 언론인, 작가, 정치인으로 2001년 이래 브라질 공산당 (PCdoB)원이다.
2007년부터 2015년까지 히우그란지두술주 국회의원을 지냈으며, 2013년 이래 PCdoB 원내대표이다. 2005년부터 2007년까지 포르투알레그레 시의원을, 2015년부터 2019년까지 히우그란지두술주의회 의원을 지냈다.
2018년 대선 당시 노동자당 페르난두 아다지 후보의 러닝메이트로 출마했다.

## 역대 선거 결과
| 선거명      | 직책명          | 대수 | 정당          | 1차 득표율 | 1차 득표수   | 2차 득표율 | 2차 득표수   | 결과 | 당락 |
| ----------- | --------------- | ---- | ------------- | ---------- | ------------ | ---------- | ------------ | ---- | ---- |
| 2018년 선거 | 브라질의 부통령 | 25대 | 브라질 공산당 | 29.28%     | 31,342,051표 | 44.87%     | 47,040,906표 | 2위  | 낙선 |

## 같이 보기
- 2018년 브라질 대통령 선거